# Cantaloop (Flip Fantasia)
Cantaloop (Flip Fantasia), conosciuto anche come Cantaloop, è un singolo del gruppo musicale britannico Us3, pubblicato il 10 ottobre 1992 come primo estratto dal primo album in studio Hand On the Torch.

## Descrizione
Il brano usa un sample di Cantaloupe Island di Herbie Hancock del 1964.

## Successo commerciale
Il singolo ottenne successo a livello mondiale. Nel 1993 ci fu una riedizione del brano per il Regno Unito.